# Соляник, Валерий Валерьевич
 Вале́рий Вале́рьевич Соля́ник (1 декабря 1966, Смоленск) — советский и российский футболист, нападающий.

## Карьера
Известен по выступлению за ФК «Кристалл» Смоленск. С 1997 по 2003 годы сыграл в Первом дивизионе ПФЛ 199 игр и забил 73 мяча. Играл в ФК «Кристалл» с момента основания и до расформирования в 2003 году. Является лучшим бомбардиром клуба и одним из лучших бомбардиров первого дивизиона за всю историю.
В 2007 году в возрасте 41 года по приглашению главного тренера Игоря Белановича выступал за ФК «Смоленск» во Втором дивизионе, зоне «Запад».
Завершил карьеру игрока в сентябре 2007 года.
С апреля 2011 по апрель 2012 являлся тренером команды СК «Смоленск». В 2012—2019 годах тренер ФК «Днепр».